# Séverine
Pour les articles homonymes, voir Rémy (homonymie) et Séverine (homonymie).
Séverine, pseudonyme de Caroline Rémy, née le 27 avril 1855 à Paris et morte le 24 avril 1929 à Pierrefonds, est une écrivaine et une journaliste française, libertaire et féministe.
Elle est la première femme à diriger un grand quotidien, Le Cri du peuple, de 1885 à 1888.

## Biographie

### Famille et vie privée
Caroline Rémy est la fille d’un inspecteur des nourrices à la préfecture de police de Paris. En 1871, elle est mariée, sans son consentement, à Antoine-Henri Montrobert, un employé du gaz, dont elle se sépare rapidement, malgré la naissance d'un fils. Elle devient ensuite la compagne d’Adrien Guebhard (1849-1924), professeur de médecine, issu d’une famille suisse fortunée, qu’elle épouse en 1885, quand le divorce est de nouveau autorisé en France ; elle a avec lui un autre fils, Roland (1880-1929).

### Journalisme et féminisme
C'est à l'occasion de cette naissance qu'elle fait la connaissance, à Bruxelles, du proscrit Jules Vallès, en 1879, peu avant l'amnistie des Communards, qui allait permettre à ce dernier de rentrer en France. Cette rencontre change complètement le cours de sa vie : outre une profonde amitié qui les unit jusqu'à la mort de Vallès, elle devient bientôt « le » secrétaire de celui-ci. À ses côtés, elle apprend le journalisme et s'initie au socialisme. Elle lui procure le soutien financier d'Adrien Guebhard pour relancer Le Cri du peuple, qu'elle dirige avec lui, et dont elle reprend la direction après la mort de Vallès, en 1885, dans l'esprit qu'il avait insufflé au journal. Elle est la seule femme de la rédaction et signe ses premiers articles « Séverin », avant de féminiser le nom en Séverine.
Première femme à diriger un grand quotidien, elle doit quitter Le Cri du peuple, en 1888, à cause d'un conflit idéologique de fond avec le marxiste Jules Guesde. Elle est également en conflit avec des membres de la rédaction, qui lui reprochent sa liaison avec le rédacteur Georges de Labruyère et ses prises de position en faveur du général Boulanger. Elle continue à écrire, de manière indépendante, dans de très nombreux journaux, dont les conservateurs Le Gaulois et Gil Blas, vivant confortablement de sa plume (plus de 4 000 articles). En décembre 1891, elle est invitée par Pierre Martinet, futur théoricien de l'anarchisme individualiste, à participer à l'une des soupes-conférences qu'il organise à la salle Favier et qui visent à distribuer de la nourriture et des journaux anarchistes aux personnes se présentant et ensuite de leur faire des discours anarchistes. Elle s'engage ensuite dans l'organisation de telles rencontres.
Son indépendance et son antiparlementarisme la conduisent parfois sur des chemins incertains[pas clair]. Ainsi, elle écrit, en 1893-1894, dans La Libre Parole du pamphlétaire antisémite Édouard Drumont, dont elle ne partage pas l'antisémitisme théorisé et systématique ; néanmoins, elle se laisse parfois aller à la dénonciation de l'« esprit juif » ou des « grands Juifs ».
Tombée amoureuse, en 1885, de Georges de Labruyère, journaliste à L'Écho de Paris rencontré après la mort de Vallès, elle vit avec lui jusqu’à la mort de ce dernier en 1920, avant de reprendre la vie commune avec son second mari, Adrien Guebhard, qui, lui, disparaît en 1924.

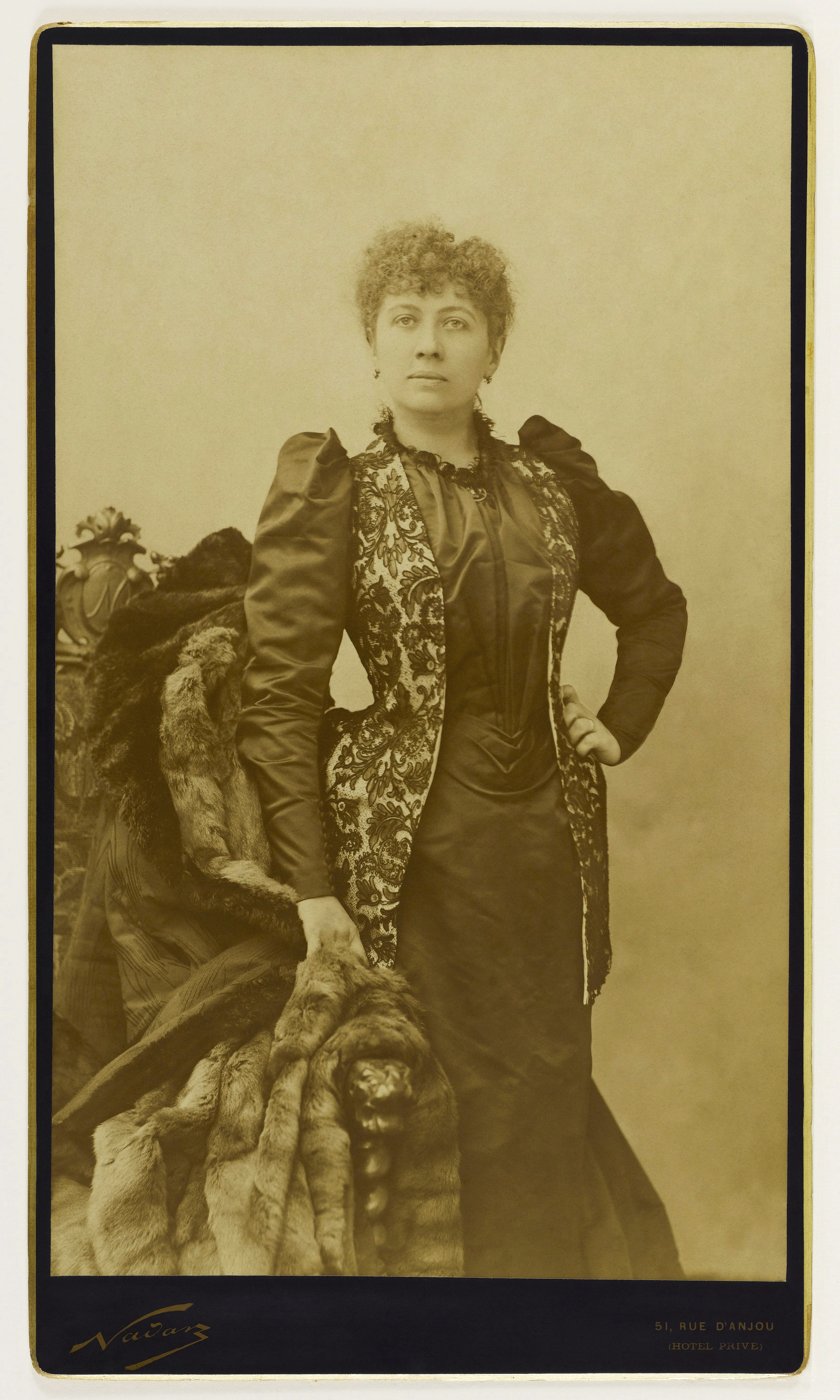
« Séverine, debout, un poing sur la hanche », portrait de Nadar réalisé dans les années 1890.
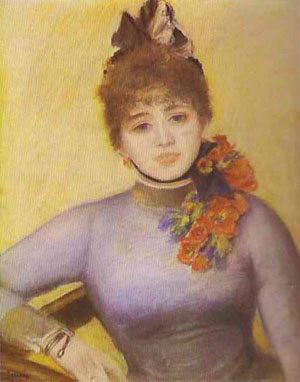
Portrait de Séverine par Auguste Renoir.
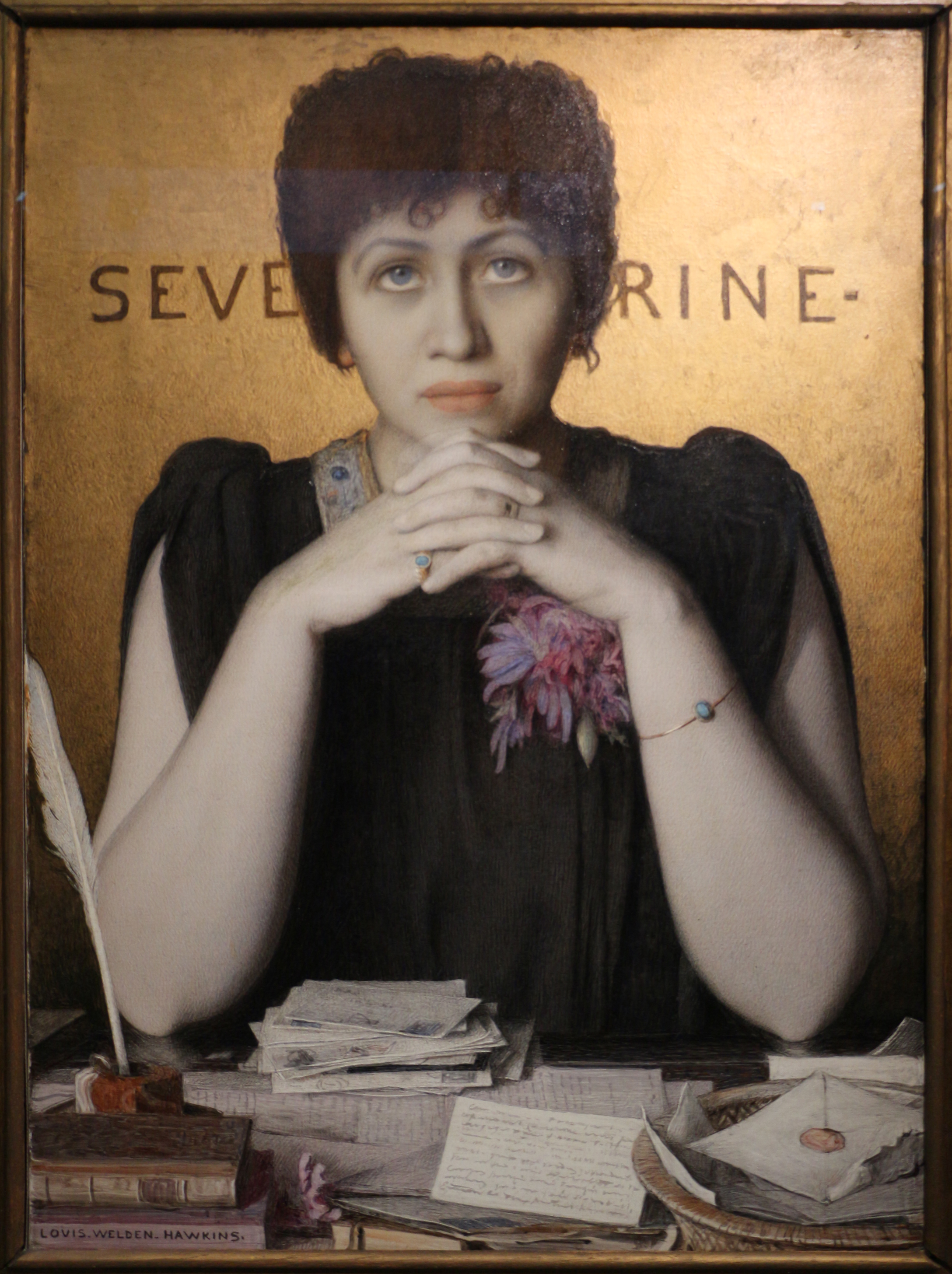
Portrait de Séverine par Louis Welden Hawkins.

### Engagement féministe

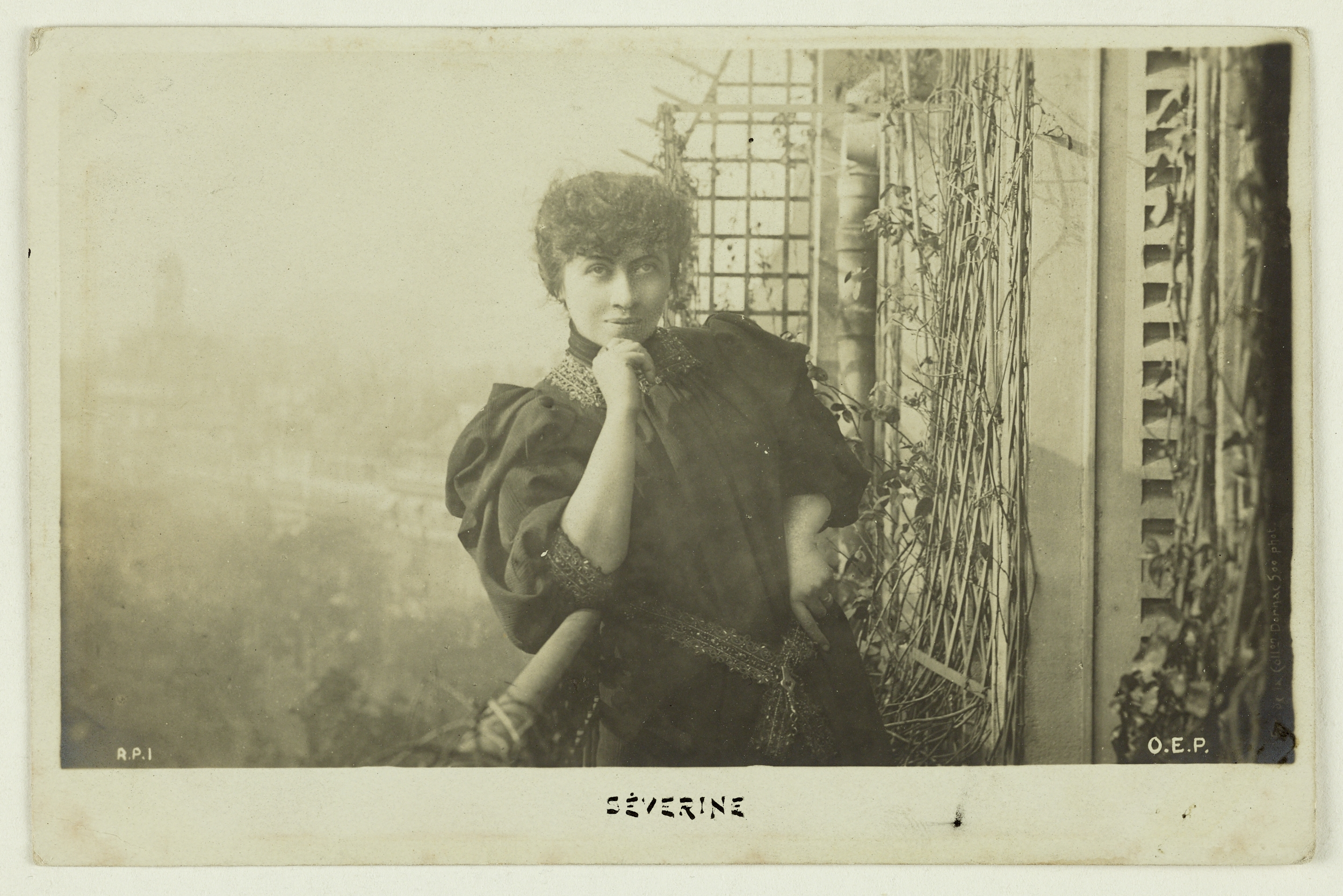
Portrait photographique de Séverine en extérieur (musée de Bretagne).

À partir de 1897, elle publie chaque jour ses « Notes d'une frondeuse » dans La Fronde, le quotidien féministe de son amie, la journaliste Marguerite Durand avec laquelle elle avait été engagée dans le mouvement du général Boulanger. Elle devient l'amie de Mme Daniel-Lesueur lors de leur collaboration à La Fronde (1897-1903), puis participe à la création du prix Vie Heureuse (ancêtre du prix Femina) en 1904 (elle en est présidente en 1906 quand le jury se réunit chez Mme Daniel-Lesueur, celle-ci lui succédant l'année suivante) et reste membre du jury jusqu'à sa mort. Elle publie l'ouvrage pour enfants Sac à Tout, Mémoires d'un petit chien, un récit-photos, en 1903, chez Félix Juven. Le 11 avril 1903, sa pièce en deux actes À Sainte-Hélène, qui met en scène une confrontation entre Napoléon et une gouvernante anglaise qui a perdu son fils à Waterloo, est créée au théâtre Antoine, où elle est jouée pendant une semaine. En 1905, elle prononce l'éloge funèbre de Louise Michel, figure de la Commune de Paris.
Elle défend les femmes qui ont recours à l'avortement : « Lorsque les hommes ont placé l'honneur des hommes sous le cotillon des femmes, ils auraient dû songer en même temps à ne pas imputer de crime et à ne pas frapper de châtiments tout acte commis par la femme pour sauvegarder l'apparence de cet honneur-là. […] Tant qu'il y aura de par le monde des bâtards et des affamés, le drapeau de Malthus – le drapeau taché du sang des infanticides avant la lettre – flottera sur ce troupeau d'amazones rebelles qui, forcées par vos lois de tenir leurs seins arides, ont le droit de garder leurs flancs inféconds » (Gil Blas, 4 novembre 1890, cité par Bertrand Matot). Son engagement lui vaut d'être accusée d'apologie de l'avortement et menacée d'inculpation. Elle apporte aussi son soutien au droit des femmes à plaider en tant qu'avocates, ce qui soulève de fortes oppositions.

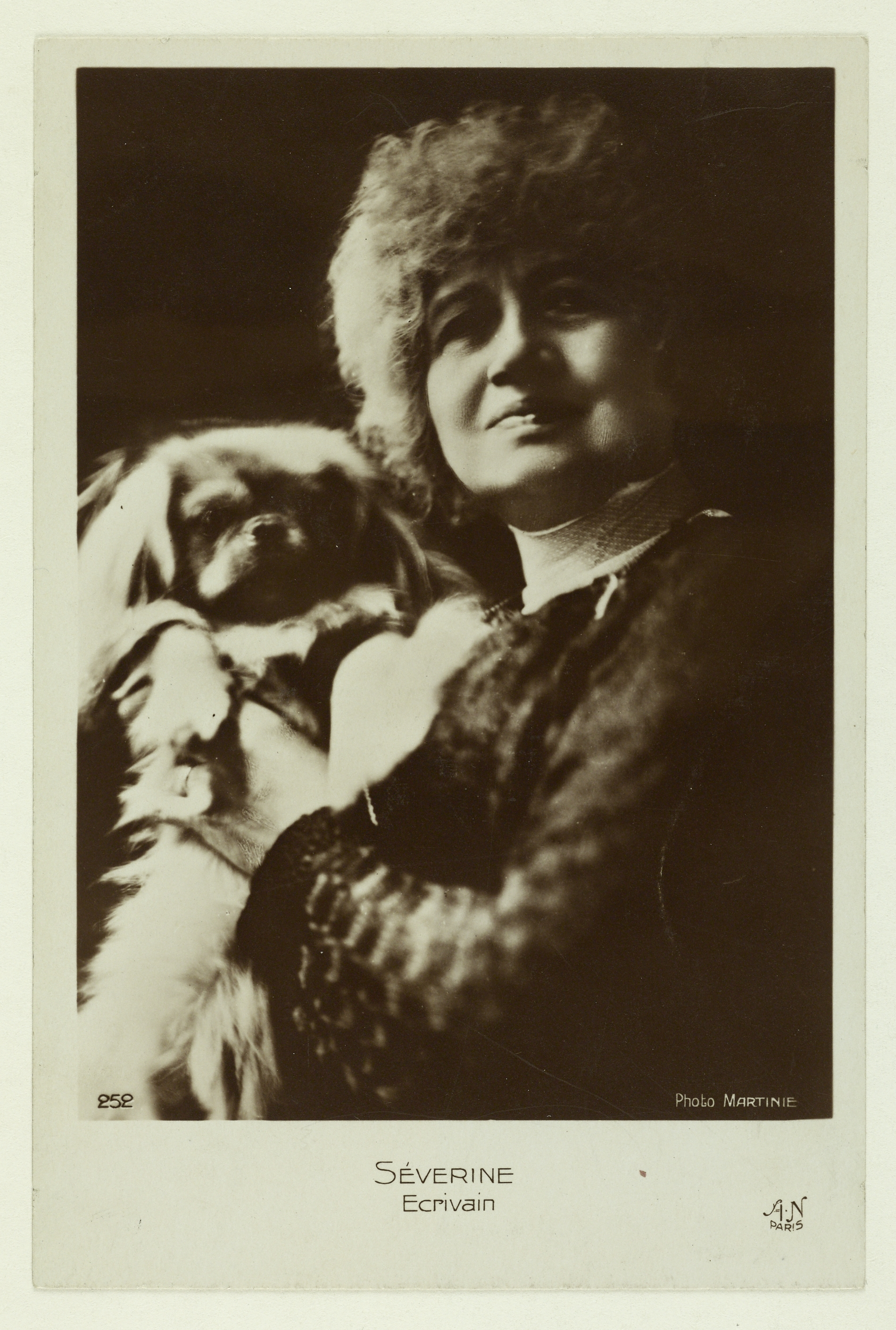
Portrait de Séverine (musée de Bretagne).

Séverine s’engage dans la lutte en faveur du droit de vote des femmes, notamment à travers un billet hebdomadaire qu'elle publie à partir de 1906 dans Nos loisirs, diffusé à plus d'un demi-million d'exemplaires. En 1905, elle est en tête, avec Marguerite Durand, d'une manifestation de « suffragettes » qui réunit à Paris quelque 6 000 femmes qui revendiquent le droit de vote. En 1910, elle commente ainsi la prescription de la loi électorale qui interdit à la femme l’entrée du Parlement : 

« Cet ignorant qui ne sait ni lire, ni écrire, si incapable de distinguer sa droite de sa gauche qu’au régiment ses chefs feront garnir différemment ses deux sabots, et que les mouvements s’exécuteront au commandement : « Paille ! Foin !… Paille ! Foin ! » cet ignorant est électeur. Ce butor qui assomme ses chevaux à coups de fouet, sans discernement, sans pitié, sans même le souci de son intérêt ; qui distribue à tort et à travers l’injustice et la souffrance, ce butor est électeur… Ce pochard qui ne désemplit pas, de l'aube au crépuscule et du soir au matin, ce semblant d’homme, aviné, hoqueteux, baveux, ayant laissé sa raison au fond du premier verre, tellement il est intoxiqué, tantôt ricochant d’un mur à l’autre et tantôt vautré dans ses déjections, ce pochard est électeur… Électeur encore, ce fainéant qui se fait nourrir par sa femme, et cet apache qui vit de la fille ; électeur : ce gâteux qui s’usa les moelles en de sales noces ; électeur : ce demi-fou et ce fou prétendu guéri. Électeur enfin l’imbécile, maître du monde ! Mais la femme, réputée inférieure à tous ceux-là, n’a d’emploi que comme contribuable ; qu’un devoir : celui de payer ; qu’un droit : celui de se taire. »

En juillet 1914, tandis que René Viviani devenait président du Conseil, Séverine organise une manifestation qui rassemble 2 400 personnes en faveur du vote des femmes. Un cortège défile des Tuileries à la statue de Condorcet. La guerre arrête momentanément le mouvement. La volonté de Séverine était d'unifier les associations suffragistes en une entente fédérale pour le suffrage des femmes qui oublierait les désaccords entre les associations.
Elle continue à écrire pour de nombreux journaux dans lesquels elle défend la cause de l’émancipation des femmes et dénonce les injustices sociales. Elle s'engage aussi dans l’affaire Dreyfus aux côtés des dreyfusards, et notamment de Mécislas Golberg. Très généreuse, elle organise de nombreuses souscriptions. Elle soutient certaines causes anarchistes, prend la défense de Germaine Berton et, en 1927, s'associe aux vains efforts entrepris pour sauver Sacco et Vanzetti.
Pacifiste durant la Première Guerre mondiale, elle se positionne en faveur de la Révolution russe de 1917 et adhère à la Section française de l'Internationale ouvrière (SFIO) en 1918 puis au Parti communiste français (PCF) en 1921. Elle écrit des articles dans L'Humanité mais finit par quitter le parti, refusant de rompre avec la Ligue des droits de l'homme, que les communistes considèrent alors « comme une formation bourgeoise ».
En 1921, elle raconte son enfance dans un récit autobiographique, Line (1855-1867), publié aux éditions Crès.
En 1927, elle signe la pétition publiée, le 15 avril, dans la revue Europe, contre le projet de loi sur l’organisation générale de la nation pour le temps de guerre, qui abroge toute indépendance intellectuelle et toute liberté d’opinion, aux côtés d’Alain, Lucien Descaves, Louis Guilloux, Henry Poulaille et Jules Romains.
Elle est membre du Cercle de la Russie neuve, fondé en 1927-1928, et auquel participa notamment Gabrielle Duchêne. Il s'agissait d'un groupe d'intellectuels favorables à la Révolution russe, souhaitant approfondir leur connaissance du marxisme.

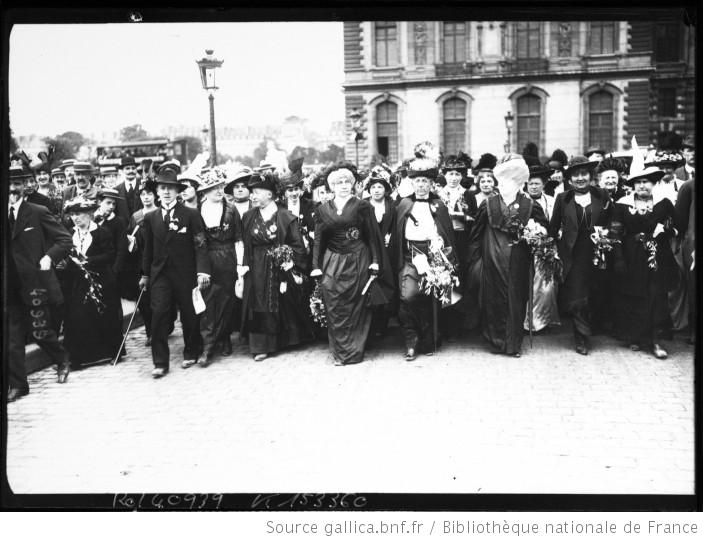
Manifestation des suffragettes, en présence de Séverine, en tête du cortège.
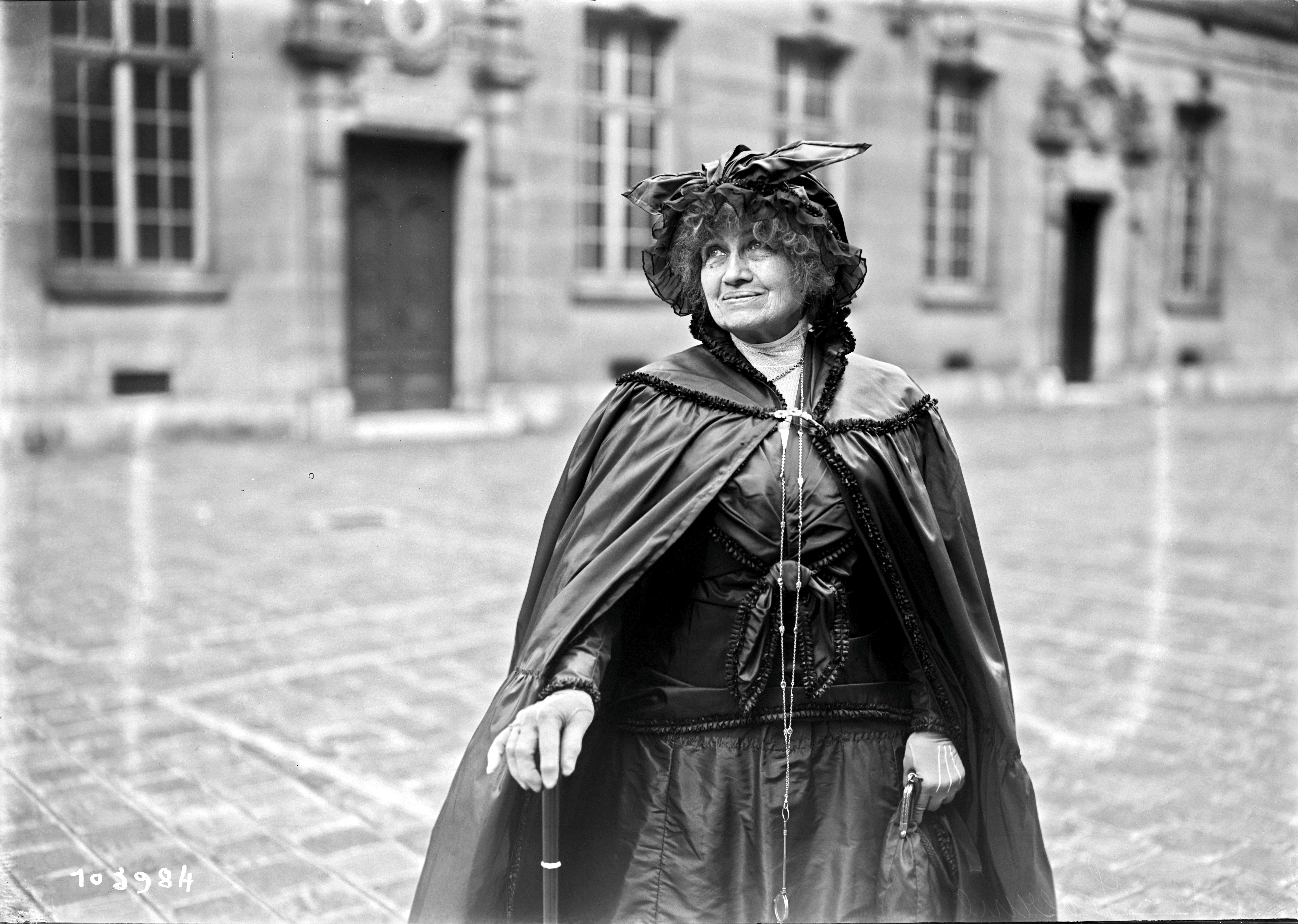
Séverine photographiée à l'occasion du 24e congrès universel de la paix, dans la cour d'honneur de la Sorbonne, le 2 septembre 1925.
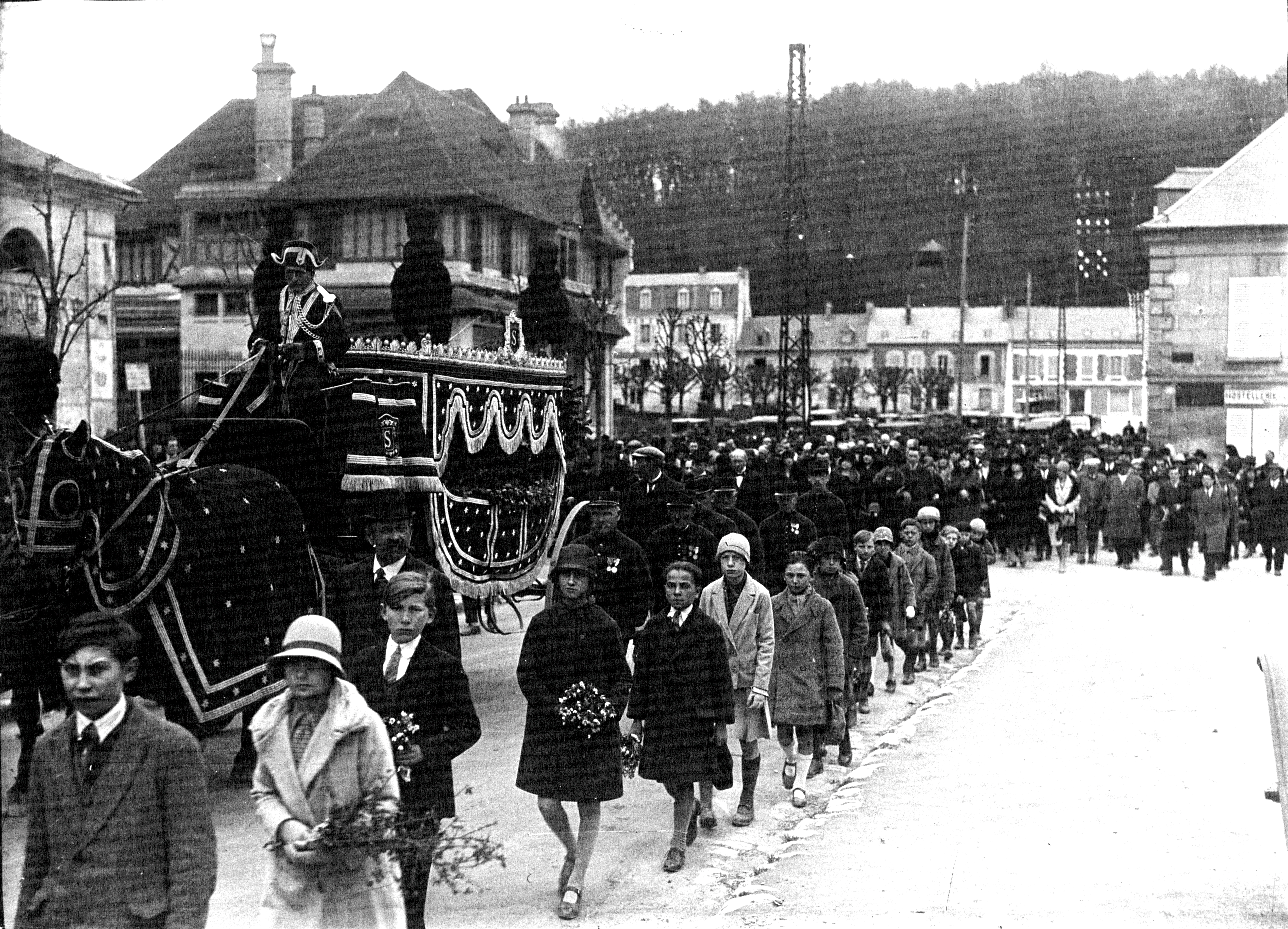
Obsèques de Sévérine à Pierrefonds, le 29 avril 1929.

Peu avant sa mort, elle participe à la campagne de soutien à la candidature du docteur Albert Besson, qui est élu conseiller municipal du quartier Saint-Fargeau, conseiller général de la Seine puis vice-président du Conseil de Paris et du conseil général de la Seine. En 1933, en mémoire de celle-ci, il fait attribuer son nom au square Séverine, qu'il fait réaliser, porte de Bagnolet.
Elle écrit encore des articles sur la montée du fascisme en Italie pour Paris-Soir et La Volonté.
Sa maison de Pierrefonds, qu'elle avait baptisée « Les Trois marches » en souvenir de l'hôtel de Rennes où elle logeait pendant le procès en révision de Dreyfus en 1899, est rachetée à sa mort par Marguerite Durand, qui en fait une résidence d'été pour les femmes journalistes. La bibliothèque Marguerite-Durand possède de nombreux documents de et sur Séverine, parmi lesquels des manuscrits, de la correspondance, ainsi que quelques objets lui ayant appartenu.
Ses obsèques, en 1929, ont lieu en présence de plus de deux mille personnes. Elle est enterrée au cimetière communal de Pierrefonds (monument funéraire de grès rose, section périmètrale, numéros 201/202/203).

## Hommages
- Une rue à Pierrefonds (Oise) porte son nom[18]. Elle vécut au no 14 de cette voie. Une plaque commémorative y est inaugurée en 1930[17],[19] et une autre en 2011[20].
- À Paris, un square et une station du tramway T3b portent son nom de plume, Rennes a aussi un square Séverine, Le Pré Saint-Gervais et La Seyne-sur-Mer une place Séverine et Saint-Mandrier-sur-Mer un quai Séverine.
- Plusieurs autres communes ont donné ce nom à une de leurs voies : Arles, Arras, Auterive, Auzeville-Tolosane, Avignon, Champigneulles, Limoges, Marseille, Nîmes, Préfontaines, Rezé, Ribécourt-Dreslincourt, Saint-Étienne, Saint-Nazaire, Saint-Vallier-de-Thiey, Sallaumines, Tarascon, Tours et Villeurbanne,
  - et, quant à l'Île-de-France : Aulnay-sous-Bois, Champigny-sur-Marne, Châtenay-Malabry, Chilly-Mazarin, Courbevoie, Goussainville, Houilles, Issy-les-Moulineaux, Juvisy-sur-Orge, Le Kremlin-Bicêtre, Les Pavillons-sous-Bois, Pierrefitte-sur-Seine, Saint-Ouen-sur-Seine, Villejuif.
- Ce nom est aussi donné à des écoles à Arras et Villeparisis.
- En juillet 2021 est créée l'association des Ami.e.s de Séverine, dans le sillage d'une autre association fondée en 1929[21],[22]. Elle est affiliée à la Fédération des Maisons d'écrivain & des Patrimoines littéraires et au Réseau des maisons d'écrivain et patrimoines littéraires des Hauts-de-France.

## Œuvres

### Œuvres personnelles

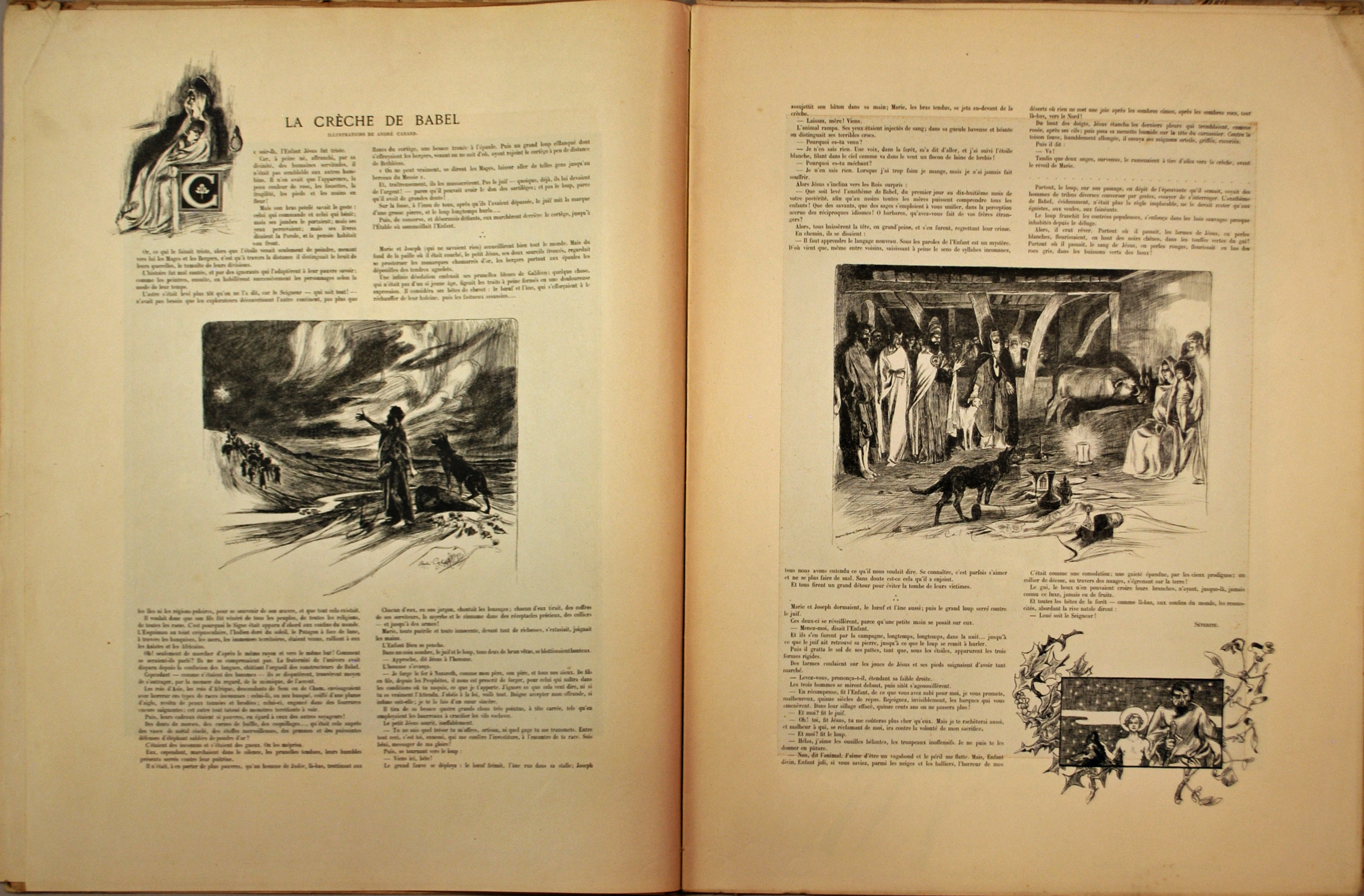
La crèche de Babel, illustrations d'André Cahard.

- Pages rouges, Paris, H. Simonis Empis, 1893.
- Notes d’une frondeuse : de la Boulange au Panama (préf. Jules Vallès), Paris, H. Simonis Empis, 1894 (lire en ligne).
- Pages mystiques, Paris, H. Simonis Empis, 1895.
- En marche, Paris, H. Simonis Empis, 1896 (lire en ligne).
- La Crèche de Babel, 1898, Paris-Noël.
- Affaire Dreyfus : vers la lumière… impressions vécues, Paris, Stock, 1900 (lire en ligne sur Gallica).
- La Toute-puissance de la bonté, [S. l.], 1900.
- Sac à tout : mémoires d’un petit chien, Paris, F. Juven, 1903.
- À Sainte-Hélène, pièce en 2 actes, Paris, V. Giard et E. Brière, 1904.
- Line : 1855-1867, Paris, Crès, 1921.
- Choix de papiers, annotés par Évelyne Le Garrec, Paris, Tierce, 1982.
- Impressions d’audience, [Émile Zola, "J’accuse !", réactions nationales et internationales], Valenciennes, Presses universitaires de Valenciennes, 1999.
- L'insurgée (préf. Paul Couturiau, postface Laurence Ducousso-Lacaze et Sophie Muscianese) (Choix d'articles parus dans divers journaux de 1886 à 1921), Paris, L’Échappée, 2022, 266 p., 21 × cm (ISBN 978-2-37309-110-6, BNF 47105943, présentation en ligne)

### Œuvres en collaboration
- Octave Aubry, De l’amour, de l’ironie, de la pitié, avec une lettre liminaire de Mme Séverine, Paris, Plon-Nourrit et Cie, 1904.
- Félix Desvernay, Laurent Mourguet et Guignol. La Vie de Laurent Mourguet, Discours prononcés à l’inauguration du monument par Justin Godart, Édouard Herriot, Joanny Bachut, R. Du Marais et Séverine, Lyon, A. Rey, 1912.
- Ferdinand Buisson, Victor Bérard, Paul Painlevé, Séverine, Pour l’Arménie indépendante, Paris, Ligue des droits de l’homme et du citoyen, 1920.
- Séverine, la comtesse de Noailles, J.-G. Frazer et Paul-Louis Couchoud, Quatre témoignages sur Anatole France, La Charité-sur-Loire, A. Delayance, 1924.

### Préfaces
- Raymond Péricat, Être un homme, préface inédite et posthume de Madame Séverine, Courbevoie, La Cootypographie, [s. d.]
- Gabriel Nigond, Les Contes de la Limousine, Paris, P. Ollendorff, 1912.
- Henriette Sauret, Les Forces détournées, 1914-1917, Paris, Librairie d’action d’art de la ghilde « les Forgerons », 1918.
- Henry Torrès, Histoire d’un complot, Paris, Éditions Clarté, 1921.
- Stanislas Zwick, La voix qui s'étrangle, Paris, Daragon, 1909.

## Téléfilm
Dans Jaurès, naissance d'un géant, téléfilm de Jean-Daniel Verhaeghe (2005), elle est interprétée par Florence Pernel.